# Cinéma L'Amour

Logo

Le Cinéma L'Amour est l'une des plus anciennes salles de cinéma de Montréal.

## Historique
Fondée en 1914 sous le nom Le Globe, L'Amour était initialement une combinaison entre une salle de théâtre et une salle de cinéma. Depuis, le cinéma L'Amour a réussi à survivre durant toutes ces années comme théâtre indépendant. Quand il a été construit, le théâtre était situé au cœur de l'ancien quartier juif de Montréal et pendant les années 1920 et 1930 était l'endroit principal et l'on pouvait voir des films ou des pièces de vaudeville en Yiddish,.
En 1932, Le Globe est renommée le Hollywood et continue à fonctionner comme une salle de théâtre et une salle de cinéma jusqu'en 1969, année où il devient exclusivement un cinéma à caractère sexuel appelé le Pussycat.
Cette salle de théâtre est maintenant connue sous le nom Cinéma L'Amour depuis le 31 juillet 1981 et présente toujours des films à caractère sexuel. Elle a comme particularité d'être la salle la plus vieille de son genre à Montréal. L'aménagement intérieur de cette salle a peu changé depuis ses débuts. On y retrouve encore un promenoir, un balcon en forme de fer à cheval et une scène classique.
Le cinéma se trouve sur le boulevard Saint-Laurent.